# Waldeck Manasse
Waldeck Manasse (* 4. März 1864 in Schlepzig, Kreis Lübben; † 13. Mai 1923 in Berlin) war ein deutscher Schriftsteller und sozialdemokratischer Politiker.

## Leben und Wirken

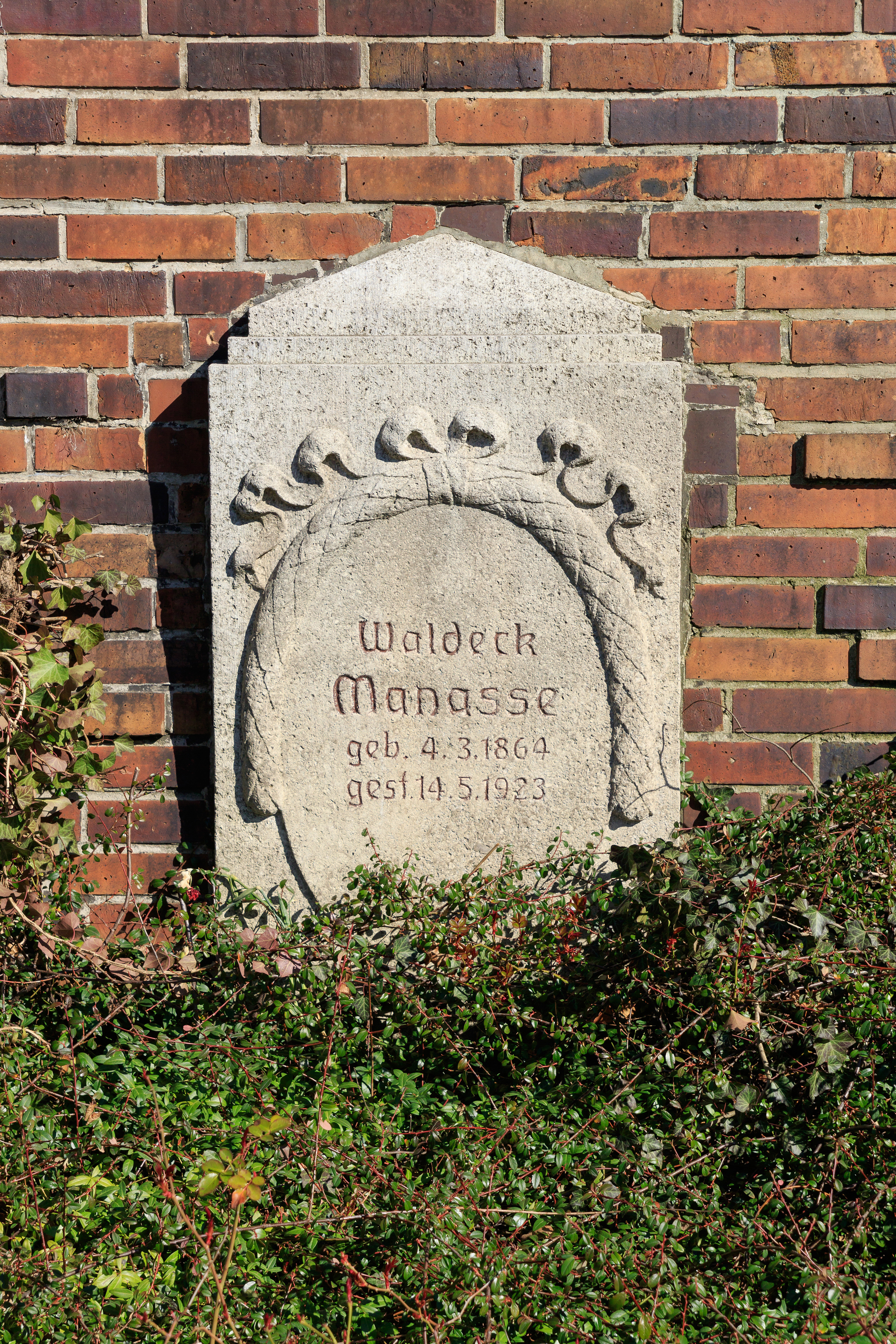
Das Grab von Waldeck Manasse

Waldeck Manasse wurde in eine bürgerliche jüdische Familie geboren und zog 1868 mit seinen Eltern nach Lübben, wo er die Schule besuchte. Um Kaufmann zu werden, ging er dann nach Berlin. 1883 war er Gründer und bis 1893 Vorsitzender der literarischen Vereinigung „Schiller“. Nach seinem Austritt aus der jüdischen Gemeinde schloss er sich der Freireligiösen Gemeinde Berlins an, zu deren Sprecher er am  9. Juni 1887 gewählt wurde. Nachdem er seinen Brotberuf Kaufmann 1888 aufgegeben hatte, studierte er einige Semester an der Berliner Universität Philosophie und Literaturgeschichte. 1890 gründete er eine kleine Buchdruckerei, um seinen Lebensunterhalt zu bestreiten.
Von 1906 bis 1920 war Manasse Mitglied der Berliner Stadtverordnetenversammlung, wo er sich für Bildungs- und Kunstfragen einsetzte und sich große Verdienste in der Armenfürsorge und der Waisenpflege erwarb. 1920 war er der erste Sprecher der Bezirksverordnetenversammlung in Berlin-Friedrichshain. Außerdem war er von 1921 bis zu seinem Tode Mitglied des Preußischen Landtags.
Er wurde auf dem Zentralfriedhof Friedrichsfelde in Berlin-Lichtenberg beigesetzt. Seine Grabstätte wurde 1950 in die damals von der DDR-Führung neu errichtete Gedenkstätte der Sozialisten integriert und gehört seither zur Reihe der Gräber und Denkmäler an deren Ringmauer.
Die Pritstabelstraße in Berlin-Köpenick trug von 1945 bis 1948 (ohne amtliche Bestätigung) seinen Namen.

## Werke
- Lessing, ein Apostel des freien Gedankens. Rede gehalten am 12. Juni 1887 in der Freireligiösen Gemeinde zu Berlin. 2. Auflage, Rubenow, Berlin 1887
- Liebe und Freiheit. Ausgewählte Gedichte. 2. Auflage, Conrad, Berlin 1888
- Lebens-Fragen. Vom Glauben zum Denken, vom Staatenstreit zum Völkerfrieden, von Unkultur zur Menschlichkeit, von Liebe zu Liebe, vom Werden zum Sterben. 2. Auflage, Roth, Berlin [1910]
- Gustav Thölde zum Gedächtnis. Bilder aus seinem Leben. Roth in Kommission, Berlin [1910]
- August Bebel. Gedenkrede. Roth, Berlin [1913]; Mikrofiche-Ausgage: Belser Wiss. Dienst, Wildberg 1990, ISBN 3-628-00026-2